# فيكتور يانسون
فيكتور يانسون (بالألمانية: Victor Janson)‏ (و. 1884 – 1960 م) هو مؤدي أصوات، ومخرج أفلام، وممثل أفلام ألماني، ولد في ريغا، توفي عن عمر يناهز 76 عاماً.

## وصلات خارجية
- فيكتور جانسن على موقع IMDb (الإنجليزية)
- فيكتور جانسن على موقع ألو سيني (الفرنسية)
- فيكتور جانسن على موقع أول موفي (الإنجليزية)
- فيكتور جانسن على موقع قاعدة بيانات الأفلام السويدية (السويدية)
- فيكتور جانسن على موقع قاعدة بيانات الفيلم (الإنجليزية)
- فيكتور جانسن على موقع كينوبويسك (الروسية)